# Athée, Mayenne

Athée este o comună în departamentul Mayenne, Franța. În 2009 avea o populație de 507 de locuitori.